# 布吕勒马伊
布吕勒马伊（法語：Brullemail，法語發音：[bʁylmaj] ⓘ）是法国奥恩省的一个市镇，属于阿朗松区。

## 地理
布吕勒马伊（48°39'27"N, 0°19'43"E）面积10.28 平方千米，位于法国诺曼底大区奧恩省，该省份为法国西北部内陆省份，北起顺时针与卡爾瓦多斯省、厄尔省、厄尔-卢瓦省、萨尔特省、马耶讷省和芒什省接壤。
与布吕勒马伊接壤的市镇（或旧市镇、城区）包括：库尔托梅、费里耶尔拉韦尔里、加普雷、圣莱奥纳尔代帕尔克。

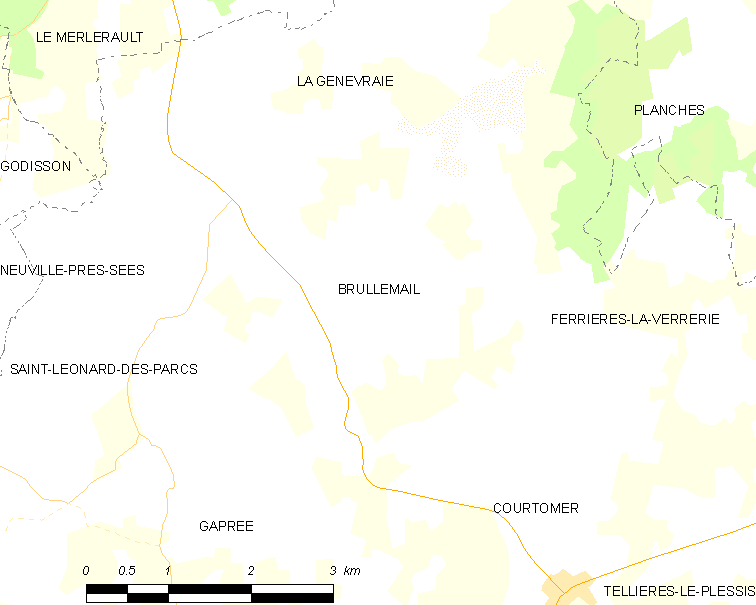
布吕勒马伊的OSM定位图

布吕勒马伊的时区为UTC+01:00、UTC+02:00（夏令时）。

## 行政
布吕勒马伊的邮政编码为61390，INSEE市镇编码为61064。

## 政治
布吕勒马伊所属的省级选区为埃库沃县。

## 人口

1962-2008年间布吕勒马伊人口变化图示

布吕勒马伊于2022年1月1日时的人口数量为92人。